# Anisolepida semiomorpha
Anisolepida semiomorpha är en fjärilsart som beskrevs av Turner 1945. Anisolepida semiomorpha ingår i släktet Anisolepida och familjen vecklare. Inga underarter finns listade i Catalogue of Life.